# Зарощенское
Заро́щенское (укр. Зарощенське) — посёлок в Шахтёрском районе Донецкой области Украины. Под контролем самопровозглашённой Донецкой Народной Республики.

## География

#### Соседние населённые пункты по сторонам света
| СЗ: Садовое, Зачатовка, Сердитое | С: Молодецкое, город Шахтёрск | СВ: Терновое, Горное |
| З: Дубовое                       | Ц: Зарощенское                | В: —                 |
| ЮЗ: Захарченко, Русско-Орловка   | Ю: Шапошниково                | ЮВ: Большая Шишовка  |

## Население
Население по переписи 2001 года составляло 348 человек.

## История
В августе 2014 года посёлок был опорным пунктом вооружённых сил Украины в боях с сепаратистами ДНР (см. Вооружённый конфликт на юго-востоке Украины), по данным украинского военного эксперта Константина Машовца, опубликованным 10 августа 2014 года:
Центральная группа Амвросиевской группировки украинских войск уже ведёт бои за печально знаменитый Т-образный перекрёсток в Шахтёрске, выйдя с юга к Молодецкому с рубежа Зарощенское – Великая Шишовка.
По мнению экспертов концерна ПВО «Алмаз-Антей» малайзийский Боинг рейса MH17 был сбит 17 июля 2014 года пуском ракеты из района посёлка Зарощенское, в котором в то время стояла украинская армия. Хотя по заявлениям украинской стороны и данным карты боевых действий на 17 июля посёлок находился минимум в 7 км от линии фронта со стороны ДНР. Версия госкорпорации Алмаз-Антей о пуске из района посёлка Зарощенское была также опровергнута Международной следственной группой, кроме того, как установила комиссия, на момент пуска ракеты Украина не контролировала Зарощенское.

## Общая информация
Почтовый индекс — 86203. Телефонный код — 6255. Код КОАТУУ — 1425287802.

#### Местный совет
86251, Донецкая обл., Шахтёрский район, посёлок Садовое, ул. Первомайская, д.7.